# Columbus (Dakota del Nord)
Columbus és una població dels Estats Units a l'estat de Dakota del Nord. Segons el cens del 2000 tenia 151 habitants.

## Demografia
Segons el cens del 2000, Columbus tenia 151 habitants, 83 habitatges, i 44 famílies. La densitat de població era de 208,2 hab./km².
Dels 83 habitatges en un 12% hi vivien nens de menys de 18 anys, en un 45,8% hi vivien parelles casades, en un 7,2% dones solteres, i en un 45,8% no eren unitats familiars. En el 44,6% dels habitatges hi vivien persones soles el 30,1% de les quals corresponia a persones de 65 anys o més que vivien soles. El nombre mitjà de persones vivint en cada habitatge era d'1,82 i el nombre mitjà de persones que vivien en cada família era de 2,49.
Per edats la població es repartia de la següent manera: un 10,6% tenia menys de 18 anys, un 2% entre 18 i 24, un 19,9% entre 25 i 44, un 32,5% de 45 a 60 i un 35,1% 65 anys o més.
L'edat mediana era de 57 anys. Per cada 100 dones de 18 o més anys hi havia 104,5 homes.
La renda mediana per habitatge era de 17.679 $ i la renda mediana per família de 26.667 $. Els homes tenien una renda mediana de 28.750 $ mentre que les dones 23.750 $. La renda per capita de la població era de 14.643 $. Entorn del 6,3% de les famílies i el 12,5% de la població estaven per davall del llindar de pobresa.

## Poblacions més properes
El següent diagrama mostra les poblacions més properes.